# National Educational Television
National Educational Television (NET) foi uma emissora de televisão americana educacional que foi propriedade da Fundação Ford e, mais tarde, foi co-propriedade da Corporation for Public Broadcasting. Fundada a partir de 16 de maio de 1954 até 04 de outubro de 1970, foi substituída em 05 de outubro de 1970, por sua sucessora direta, a Public Broadcasting Service (PBS), que continua em operação e tem associações com muitas estações de televisão que estavam anteriormente como parte da NET.

## História
A emissora foi fundada como Educational Television and Radio Center (ETRC) em novembro de 1952 por uma doação da Fundação Ford, para a educação de adultos. Era originalmente um serviço limitado de intercâmbio e distribuição de programas de televisão educativa, produzidos por estações de televisão locais para outras estações; ela não produziu material por si só.
Na primavera de 1954, ETRC mudou suas operações para Ann Arbor em Michigan, e em 16 de maio do mesmo ano começou a funcionar como uma "rede". Montariam um pacote de cinco horas diário de programas de televisão, iam distribuí-los principalmente no filme de cinescópio para as emissoras afiliadas pelo correio. A programação foi observada no tratamento de temas em profundidade, incluindo uma hora de duração em entrevistas com pessoas de importância histórica e literária. A programação também foi observada por ser seca e acadêmica, com pouca consideração dada à valor de entretenimento, um nítido contraste com a televisão comercial. Muitos dos shows foram concebidos como educação de adultos, e ETRC foi apelidada como "Universidade do Ar".
A sede dela mudou-se de Ann Arbor para a Cidade de Nova Iorque em 1958, e a organização tornou-se conhecido como National Educational Television and Radio Center (NETRC). A emissora tornou-se mais agressiva, neste momento, com o objetivo de crescer nos Estados Unidos comoba quarta maior rede de televisão. Entre os seus esforços, a rede começou a importar programas da BBC para os Estados Unidos. Aumentou sua programação para dez horas por semana.
A organização mudou os rumos novamente em novembro de 1963. Ela se renomeou para National Educational Television. No âmbito do programa de centro de mesa NET Journal ela começou a lançar documentários polêmicos, contundentes que exploraram inúmeras questões sociais do dia tais como pobreza e racismo. Enquanto elogiado pelos críticos, muitos filiados, especialmente aqueles mercados da política e culturalidade conservadora, opôs-se à inclinação liberal percebida da programação.
Em 1966, viabilidade da NET veio em causa quando a Fundação Ford decidiu começar a retirar o apoio financeiro, por causa contínua necessidade da NET querer um financiamento adicional. Entretanto, as emissoras afiliadas mantiveram a rede à tona através do desenvolvimento de fontes de receitas. O governo dos EUA interveio e criou a Corporation for Public Broadcasting em 1967 para financiar a rede por enquanto. No entanto, a intenção do CPB foi criar sua própria rede de radiodifusão pública. O CPB embarcou naquele curso de ação porque muitos filiados NET foram alienados pela programação que a rede oferecida. Estas filiais mais sentiram que a produção simultânea e distribuição de programação de Internet constituíam um conflito de interesses.

### Mudança para a PBS
A Public Broadcasting Service (PBS) primeiro iniciou suas operações em 1969, com a NET continuando a produzir vários programas. No entanto, a NET recusa parar de exibir os documentários criticamente elogiados, mas controverso levou à decisão da Ford e do CPB desligarem a rede.
Em 5 de outubro de 1970, PBS oficialmente começou a transmitir após a NET e WNDT-TV completarem sua fusão. NET deixou de funcionar como uma rede separada desse ponto, embora alguma programação da marca NET, tais como NET Journal, continuou a fazer parte da agenda PBS por mais alguns anos antes, a marca foi finalmente se aposentou. Sinal de chamada do WNDT foi alterado para WNET pouco depois. Alguns programas que começaram seus funcionamentos na NET, como Washington Week e Sesame Street. continuam ao ar até hoje na PBS.

## Programação
- Creative Persons
- Ding Dong School
- Dusty's Treehouse
- Evening at Pops
- The French Chef
- Hallmark Hall of Fame
- Jazz Casual
- Kukla, Fran and Ollie
- Mister Rogers' Neighborhood
- The Open Mind
- NET Journal
- NET Playhouse
- New York Television Theatre
- Public Broadcast Laboratory
- Serata a Pops
- Sesame Street
- Soul!
- The Toy That Grew Up
- Washington Week
- What's New?